# چای‌کارا
چای‌کارا (به ترکی استانبولی: Çaykara) یک منطقهٔ مسکونی در ترکیه است که در استان ترابزون واقع شده‌است.